# Gornji Furjan
 Gornji Furjan  falu Horvátországban, Károlyváros megyében. Közigazgatásilag Szluinhoz tartozik.

## Fekvése
Károlyvárostól 48 km-re délre, községközpontjától 10 km-re délkeletre, a Kordun területén fekszik.

## Története
A falunak 1857-ben 368, 1910-ben 516 lakosa volt. Trianonig Modrus-Fiume vármegye Szluini járásához tartozott. 
2011-ben 86 lakosa volt.

## Lakosság
| Lakosság változása | Lakosság változása | Lakosság változása | Lakosság változása | Lakosság változása | Lakosság változása | Lakosság változása | Lakosság változása | Lakosság változása | Lakosság változása | Lakosság változása | Lakosság változása | Lakosság változása | Lakosság változása | Lakosság változása | Lakosság változása |
| ------------------ | ------------------ | ------------------ | ------------------ | ------------------ | ------------------ | ------------------ | ------------------ | ------------------ | ------------------ | ------------------ | ------------------ | ------------------ | ------------------ | ------------------ | ------------------ |
| 1857               | 1869               | 1880               | 1890               | 1900               | 1910               | 1921               | 1931               | 1948               | 1953               | 1961               | 1971               | 1981               | 1991               | 2001               | 2011               |
| 368                | 475                | 473                | 532                | 429                | 516                | 402                | 466                | 468                | 388                | 379                | 350                | 0                  | 0                  | 132                | 86                 |

## Nevezetességei
A falutól délkeletre állnak Sokolac (Furján) várának romjai. A vár építési ideje nem ismert. A szabálytalan háromszög alakú építmény volt, délkeleti falában egy egykor kúp alakú tetővel fedett hengeres lakótoronnyal, melynek falai ma is több emelet magasan állnak. Egykori várudvara sűrű bozóttal van benőve, az ezt övező falak néhány helyen még 2-3 méter magasan állnak. A vár egyéb építményeinek nem maradt nyoma. A Frangepánok terzsaci uradalmához tartozott.